# Doi Moi
Đổi Moi ou Renovação foi o conjunto de reformas econômicas iniciadas no Vietnã em 1986 com o objetivo de criar uma economia de mercado de orientação socialista. O termo đổi mới em si é um termo geral, com ampla utilização na língua vietnamita, no entanto, o termo Político Doi Moi (Chinh Sach Đổi Moi) se refere especificamente a essas reformas.

## Inicio das reformas
O documento oficial do 6o Congresso Nacional do Partido Comunista do Vietnam reportou que o povo estava encontrando dificuldades enormes na sua vida diária. O desemprego era comum, as condições básicas dos trabalhadores não eram satisfatórias e a quantidade de alimentos, remédios e moradias não eram adequadas para as necessidades da população.
Em meados da década de 1980 o programa de reforma foi planejado de cima para baixo incluindo as mais influentes figuras políticas do Vietnã.
Como resultado deste planejamento, foram autorizadas as empresas privadas na produção de mercadorias, e mais tarde encorajadas pelo Partido Comunista do Vietnã, além disso, o anteriormente foco de intensos esforços por autoridades Comunista para coletivizar os setores industrial e agrícola do Vietnã foi abandonado. Sob o Đổi Moi assuntos do Estado foram definidos como partes do agregado familiar.
As reformas do Doi Moi levaram ao desenvolvimento do que é hoje conhecido como a economia de mercado de orientação socialista, uma economia de transição, onde o Estado desempenha um papel decisivo no controle da economia, mas a iniciativa privada e as cooperativas desempenham o papel principal na produção de mercadorias.
Graça as reformas introduzidas, incentivando o lucro, a produtividade cresceu de 242 para quase 7.000 quilos de arroz por hectare, tornando o Vietnam o segundo maior exportador do mundo.
O Đổi Mới ajudou o Vietnã a estabelecer relações diplomáticas com o capitalista Ocidente e a Ásia Oriental nos anos 1990. O Partido Comunista do Vietnã reafirmou o seu compromisso com a orientação socialista, e que a reformas da economia visam reforçar o socialismo. Em setembro de 2013 o Primeiro Ministro vietnamita Nguyen Tan Dung em uma reunião com o World Bank reafirmou que o Vietnam estava determinado a restruturar a sua economia e estava estudando novos mecanismos para facilitar o setor privado.
Antes de 1988, não existiam empresas privadas no Vietnã, somente empresas familiares que não empregavam o trabalho assalariado. As reformas econômicas que introduziram as forças de mercado no Vietnã são comparados a moderna reforma econômica chinesa.
Rapidamente a liberalização econômica transformou a economia camponesa estagnada em um vibrante sistema capitalista.
Algumas fontes afirmam que já havia empresas não regulamentadas que operam no Vietnã antes do Doi Moi. Eram muitas vezes empresas comerciais familiares, este mercado informal fornecia bens e serviços que sustentaram Vietnã durante os anos sombrios entre 1975-1986. O Doi Moi, então, não foi o início, mas a oficialização na evolução do setor informal. A economia paralela ajudou a preparar o terreno para as reformas econômicas, apoiando a agricultura camponesa, promovendo a acumulação e investimento produtivo de capital local, a criação de bens e serviços urbanos, mantendo um espírito de empreendedorismo, e que provou ao governo que um caminho alternativo para desenvolvimento nacional era possível.